# Matyasovich Henrik
Matyasovich Henrik (Szamosújvár, 1923. április 28. – Szeged, 2006. június 23.) jezsuita szerzetespap, külföldi magyar lelkész, a leuveni Collegium Hungaricum volt igazgatója.

## Élete
Édesapja katonatiszt volt. Szülei közül csak német származású édesanyja volt katolikus. 10 éves korában elvesztette édesanyját, apja újra nősült. Kereskedelmi iskolát végzett.
1944. augusztus 14-én lépett be Jézus Társaságába. A Manréza megszállásakor társaival együtt rövid időre a rend kalocsai rendházba költözött. 1949-ben a rend utasítására megpróbált külföldre szökni, de elfogták, és öt hónapra elítélték tiltott határátlépési kísérlet miatt. 
Büntetését a szombathelyi börtönben töltötte le, onnan pedig az Andrássy út 60-ba került. Végül 68 szerzetessel és klerikussal együtt őt is a kistarcsai internáló táborba vitték. Az internáló táborban Mócsy Imre jezsuita vezetése alatt titokban teológiát tanult. 
Négy és fél év internálás után parkettásként, sekrestyésként, és fűtőként dolgozott. 1956-ban Nyugatra menekült, és Maastrichtban fejezte be a teológiai tanulmányait. Ott szentelték pappá két magyar rendtársával, Weissmahr Bélával és Nagy Ferenccel együtt 1957. augusztus 22-én.
1972-ig Hollandiában volt a magyarok lelkésze. 1972-től átvette a leuveni Collegium Hungaricum igazgatását, amit 1983-ig látott el. 1983-ban Nyugat-Németországba költözött, és ott tevékenykedett mint magyar lelkész. Életünk. Az európai magyar katolikusok lapja szerkesztőjeként is dolgozott. A rendszerváltoztatás után önként visszaköltözött Magyarországra, és a rend szegedi tanulmányi házában élt haláláig.

## Külső hivatkozások
- Matyasovich Henrik nekrológja a Hollandiai Magyar Hírekben
- Matyasovich Henrik nekrológja a Jezsuiták portálján
- Matyasovich Henrik a Katolikus lexikonban